# Rose Rollins

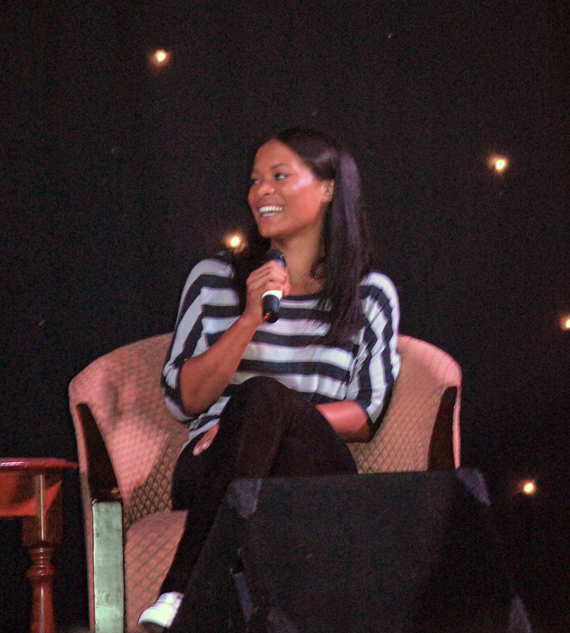
Rose Rollins (2009)

Rose Rollins (* 30. April 1981) ist eine US-amerikanische Schauspielerin.

## Leben & Karriere
Rollins stammt ursprünglich aus Yonkers, New York und lebt heute in Los Angeles. Von der vierten bis zur sechsten Staffel spielte sie die Rolle der Tasha Williams in The L Word. Sie spielte ebenfalls eine Rolle in The West Wing und 13 Moons und Mission: Impossible III. Außerdem spielte sie Monique in der Webserie Girltrash! auf OurChart.com, in der Angela Robinson Regie führte.

## Filmografie (Auswahl)
- 1999: The West Wing – Im Zentrum der Macht (The West Wing, Fernsehserie, 2 Folgen)
- 2002: 13 Moons
- 2002: Undisputed – Sieg ohne Ruhm (Undisputed)
- 2006: Neue Liebe, neues Glück (Something New)
- 2006: In Justice (Fernsehserie, 4 Folgen)
- 2006: Mission: Impossible III
- 2006: I Thought of You (Kurzfilm)
- 2007: Girltrash! (Fernsehserie, 11 Folgen)
- 2007: Blind Man
- 2007–2009: The L Word – Wenn Frauen Frauen lieben (The L Word, Fernsehserie, 28 Folgen)
- 2009: CSI: NY (Fernsehserie, Folge 6x04)
- 2010: Miami Medical (Fernsehserie, Folge 1x12)
- 2010–2011: Chase (Fernsehserie, 16 Folgen)
- 2012: Southland (Fernsehserie, 4x02)
- 2012: Navy CIS (NCIS, Fernsehserie, Folge 10x10)
- 2014: Girltrash: All Night Long
- 2015: Bosch (Fernsehserie, 8 Folgen)
- 2016–2017: The Catch (Fernsehserie, 20 Folgen)
- 2020: Condor (Fernsehserie, 9 Folgen)
- 2021: Envy – Seven Deadly Sins (Seven Deadly Sins: Envy, Fernsehfilm)
- 2022: Long Slow Exhale (Fernsehserie)